# Grekisk-ortodox patriark av Alexandria
Grekisk-ortodoxa patriarken av Alexandria har titeln Patriark och Påve av Alexandria och hela Afrika och är ledare för Ortodoxa kyrkan av Alexandria. Listan nedan innehåller alla som haft posten sedan konciliet i Chalkedon. För patriarken innan dess, se Lista över patriarker av Alexandria. För Koptisk-ortodoxa kyrkans patriarker efter schismen, se Påve och patriark av Alexandria.

## Lista
- Timotheus III (460–475)
- Petrus III (477)
- Timotheus III (återinsatt)  (477–482)
- Johannes I (482)
- Petrus III (återinsatt) (482–489)
- Athanasius II (489–496)
- Johannes II (496–505)
- Johannes III (505–516)
- Dioscorus II (516–517)
- Timotheus IV (517–535)
- Theodosius (535–536)
- Paulus (537–540)
- Zoilus (541–551)
- Apollinarius (551–569)
- Johannes IV (569–579)
- Eulogius I (581–607)
- Theodoros (607–609)
- Johannes V (610–619)
- Georgios I (621–631)
- Cyrus (631–643)
- Petrus IV (643–651)
- Theodoros II (Koadjutor)
- Petrus V (Koadjutor)
- Petrus VI (Koadjutor)
- Theophylactus (Koadjutor)
- Onopsus (Koadjutor)
- Cosmas I (727–768)
- Politianus (768–813)
- Eustatius (813–817)
- Christopher I (817–841)
- Sophronius I (841–860)
- Michael I (860–870)
- Michael II (870–903)
- Christodoulus (907–932)
- Eutychius (932–940)
- Sophronius II (941)
- Isaac (941–954)
- Job (954–960)
- Elias I (963–1000)
- Arsenius (1000–1010)
- Theophilus (1010–1020)
- Georgios II (1021–1051)
- Leontius (1052–1059)
- Alexander II (1059–1062)
- Johannes VI (1062–1100)
- Eulogius
- Sabbas
- Kyrillos II
- Theodosius II
- Sophronius III (1116–1171)
- Elias II (1171–1175)
- Eleutherius (1175–1180)
- Markus III (1180–1209)
- Nicholas I (1210–1243)
- Gregorius I (1243–1263)
- Nicholas II (1263–1276)
- Athanasius III (1276–1316)
- Gregorius II (1316–1354)
- Gregorius III (1354–1366)
- Niphon (1366–1385)
- Markus IV (1385–1389)
- Nicholas III (1289–1398)
- Gregorius IV (1398–1412)
- Nicholas IV (1412–1417)
- Athanasius IV (1417–1425)
- Markus V (1425–1435)
- Philotheus (1435–1459)
- Markus VI (1459–1484)
- Gregorius V (1484–1486)
- Joachim (1486–1567)
- Silvester (1569–1590)
- Meletius I (1590–1601)
- Kyrillos III (1601–1620)
- Gerasimus I (1620–1636)
- Metrophanes (1636–1639)
- Nicephorus (1639–1645)
- Joannicius (1645–1657)
- Paisius (1657–1678)
- Parthenius I (1678–1688)
- Gerasimus II (1688–1710)
- Samuel (1710–1712)
- Cosmas II (1712–1714)
- Samuel (återinsatt) (1714–1723)
- Cosmas II (återinsatt) (1723–1736)
- Cosmas III (1737–1746)
- Matthew (1746–1766)
- Cyprian (1766–1783)
- Gerasimus III (1783–1788)
- Parthenius II (1788–1805)
- Theophilus III (1805–1825)
- Hierotheus I (1825–1845)
- Artemius (1845–1847)
- Hierotheus II (1847–1858)
- Callinicus (1858–1861)
- Jacob (1861–1865)
- Nicanor (1866–1869)
- Sophronius IV (1870–1899)
- Photius (1900–1925)
- Meletius II (1926–1935)
- Nicholas V (1936–1939)
- Christopher II (1939–1966)
- Nicholas VI (1968–1986)
- Parthenius III (1987–1996)
- Petrus VII (1997–2004)
- Theodoros II (2004–)